# Campo volcánico de Aguas Zarcas
Campo volcánico de Aguas Zarcas oder englisch Aguas Zarcas volcanic field ist ein Vulkanfeld mit Schlacken- und Aschenkegeln im Distrikt Aguas Zarcas, Kanton San Carlos der Provinz Alajuela in Costa Rica.

## Geographie
Das Vulkanfeld liegt an der Nordflanke des Volcán Platanar. Es erstreckt sich über mindestens  neun Schlackenkegel, von denen jedoch nur einer als Hügel („cerro“) bezeichnet wird. Die meisten Kegel werden nur als „loma“ („Anhöhe“) bezeichnet.
Die Hänge der Aschenkegel sind zwischen 10° und 30° geneigt, die Kegel selbst sind langgezogen in ost-westlicher Richtung und der Komplex verläuft in nordsüdlicher Richtung, was auf die tektonische Entstehung schließen lässt.

### Hügel und Anhöhen des Vulkanfelds
| Name                  | Höhe (m) | Prominenz (m) | Koordinaten | Merkmale |
| --------------------- | -------- | ------------- | ----------- | --- |
| Los Chiles (Altamira) | 250      | 130           | ⊙           | Der größte Steinbruch in dem Gebiet. Der Osthang ist noch von Vegetation bedeckt. In der Umgebung gibt es Ananas-Plantagen.                                                        |
| Valle Hermoso         | 215      | 50            | ⊙           | Die flachste Anhöhe; Viehweiden im Umkreis. |
| Vuelta de Kopper      | 290      | 100           | ⊙           | benannt nach der nahegelegenen Siedlung. Sehr voluminös, langgezogene Form. Es gibt eine Straße zum Gipfel.                                                                        |
| Pital                 | 160      | -             | ⊙           | Stark erodiert. In der Nähe des Ortes Pital. |
| Barrantes             | 290      | 80            | ⊙           | Steinbruch am Gipfel, dicht bewaldet. |
| Juan Murillo          | 518      | 70            | ⊙           | Kraterreste. Er ist von der Stadt aus sichtbar und nur 2 km nordöstlich vom Stadtzentrum entfernt. Steinbruch am Grund                                                             |
| Morera                | 621      | 100           | ⊙           | Kraterreste. 2 km südöstlich der Stadt. Es gibt eine Straße zum Gipfel. |
| Buenos Aires          | 461      | 60            | ⊙           | Ehemaliger Steinbruch; die Hänge sind wieder bewachsen, es gibt eine Straße zum Gipfel. Die Route 140 verläuft in der Nähe und der Ort Buenos Aires liegt auf jenseits der Anhöhe. |